# Алекс Рід
Алекс Рід (англ. Alex Reid, Пензанс; 23 грудня 1980) — англійська акторка, народилася та виросла у графстві Корнуолл, пройшла підготовку в академії драматичного мистецтва Веббера Дугласа.

## Життєпис
Зображала офіцера Саллі у комедійно-фантастичному т/с Покидьки, капітана Керолайн Волш у сезонах 1 і 2 т/с ITV Еліта спецназу.
Зіграла роль Мерсер у 2001 році в х/ф Арахнід, Бет О'Брайен у фільмі Спуск 2005 р. Алекс також мала епізодичну роль Бет у Спуск. Частина 2.

## Фільмографія
- Принцеса (2022) — королева
- Неортодоксальна (2020) — Лія Мандельбаум
- Морські свинки (2010/2011) — Джоні
- Сто ранків (2009) — Ганна
- Покидьки (2009—2011) — Саллі
- Спуск 2 (2009)
- Полуночний диск (2007)
- Джетсам (2007)
- Мобільний (2007)
- Життя на Марсі (2007)
- Дикість (2006)
- Спуск (2005) — Бет О'Браєн
- Еліта спецназу (2002—2003)
- Останні бажання (2001)
- Арахнід (2001)